# Калмыкова, Галина Николаевна
Галина Николаевна Калмыкова    (26 апреля 1930 года, Ростов-на-Дону — 4 июля 2005 года, Ростов-на-Дону) — ученый-медик,  доктор медицинских наук. профессор кафедры эпидемиологии Ростовского государственного медицинского университета.

## Биография
Галина Николаевна Калмыкова родилась 26 апреля 1930 года в Ростове-на-Дону. Училась в Ростовском государственном медицинском институте (ныне Ростовский государственный медицинский университет) на санитарно-гигиеническом факультете. В 1954 году успешно окончила институт и с этого года работала врачом-пидемиологом санитарной службы Северокавказской железной дороги.
С 1956 года работала младшим научным сотрудником Ростовского НИИ эпидемиологии, микробиологии и гигиены, была ассистентом кафедры Ростовского государственного медицинского института, преподавала.
В 1962 году защитила кандидатскую диссертацию; в 1969 году защитила докторскую — на тему: «Иммунологические аспекты аллергии при инфицировании микобактериями туберкулеза». В 1966 году получила звание доцента, в 1973 году — профессора, с 1974 года работала зав. кафедрой эпидемиологии медицинского института. С 1985 по 2001 год была деканом факультета повышения квалификации врачей эпидемиологов, членом проблемной комиссии АМН России, работала экспертом ВОЗ по туберкулезу и болезням органов дыхания.
Область научных интересов Калмыковой Г. Н.: вопросы профилактики хронических специфических и неспецифических болезней органов дыхания; создание противотуберкулезных препаратов; формирование иммунитета к туберкулезу.  Была научным руководителем 14 кандидатов и одного доктора наук.
Галина Николаевна Калмыкова скончалась 4 июля 2005 года в Ростове-на-Дону.

## Награды и звания
Орден "Дружбы народов"

## Труды
Калмыковой Г. Н. лично и в соавторстве опубликовано около 200 научных работ, включая две монография, около 30 учебных пособий, написан учебник «Избранные лекции по эпидемиологии», сделано  16 изобретений. Под ее руководством создан новый противотуберкулезный медицинский препарат.
- Опухоли диффузной эндокринной системы — карциноиды. Ростов-на-Дону. Изд. Рост. университета. 1991. ISBN 5 7507-0334-7.